# TT156
| p · n | g · g · g | N19 · N21 · N21 |

| p · n | g · g · g | N19 · N21 · N21 |

TT156 (Theban Tomb 156) è la sigla che identifica una delle Tombe dei Nobili ubicate nell’area della cosiddetta Necropoli Tebana, sulla sponda occidentale del Nilo dinanzi alla città di Luxor, in Egitto. Destinata a sepolture di nobili e funzionari connessi alle case regnanti, specie del Nuovo Regno, l'area venne sfruttata, come necropoli, fin dall'Antico Regno e, successivamente, sino al periodo Saitico (con la XXVI dinastia) e Tolemaico.

## Titolare
TT156 era la tomba di:
| Titolare     | Titolo                                                     | Necropoli       | Dinastia/Periodo | Note                             |
| ------------ | ---------------------------------------------------------- | --------------- | ---------------- | -------------------------------- |
| Pennesuttawy | Capitano delle truppe, Governatore delle terre meridionali | Dra Abu el-Naga | XIX dinastia     | più in basso e a sud della TT158 |

## Biografia
Notizie biografiche ricavabili dalle pitture parietali, il nome della moglie, Mia, e quello di un figlio, Nakhtmin e di una figlia, Baketwerner.

## La tomba
Planimetricamente la tomba si presenta con una sala trasversale da cui un corridoio dà accesso a una sala longitudinale il cui soffitto è sorretto da otto pilastri. Molto danneggiati i dipinti della sala trasversale alle cui estremità (1 e 2 in planimetria) si trovano statue del defunto e della moglie. Su una parete (3) una divinità (non identificabile) sotto un padiglione.
Un ampio corridoio, sulle cui pareti (4) erano riportati testi propiziatori, adduce alla sala con pilastri; su quattro di questi, che come paraste si distaccano dalle pareti (5-6-7-8), è rappresentato il defunto mentre su quelli centrali (A-B-C-D-E-F-G-H) il defunto dinanzi a varie divinità tra cui Maat (B), Nut (B-H), Ra-Horakhti (F), Shu (F), il pilastro Djed (G). Una sala più interna reca sull'architrave (9) il defunto inginocchiato dinanzi a Osiride e alla Dea dell'Occidente (Mertseger) e a Ra-Horakhti e Maat; sulle pareti del corridoio il defunto con il figlio Nakhtmin , Capo delle stalle di Sua Maestà, e la figlia Baketwerner, su una parete e il defunto con la moglie e inni a Osiride sull'altra. Su pareti opposte (10-11) scene di offertorio.
Proviene da questa tomba un mattone sacro con il nome del defunto, oggi al Philadelphia University Museum (cat. 29.86.710). Si hanno evidenze di sepolture intrusive risalenti alla XXI e XXII dinastia.

### Annotazioni
1. ↑  La numerazione dei locali e delle pareti segue quella di Porter e Moss 1927, p. 264.
2. ↑  La prima numerazione delle tombe, dalla numero 1 alla 253, risale al 1913 con l’edizione del "Topographical Catalogue of the Private Tombs of Thebes" di Alan Gardiner e Arthur Weigall. Le tombe erano numerate in ordine di scoperta e non geografico; ugualmente in ordine cronologico di scoperta sono le tombe dalla 253 in poi.
3. ↑  I campi della Duat, ovvero l'aldilà egizio, si trovavano, secondo le credenze, proprio sulla riva occidentale del grande fiume.
4. ↑  Nella sua epoca di utilizzo, l'area era nota come "Quella di fronte al suo Signore" (con riferimento alla riva orientale, dove si trovavano le strutture dei Palazzi di residenza dei re e i templi dei principali dei) o, più semplicemente, "Occidente di Tebe".
5. ↑  le Tombe dei Nobili, benché raggruppate in un'unica area, sono di fatto distribuite su più necropoli distinte.
6. ↑  Le note, sovente di inquadramento topografico della tomba, sono tratte dal "Topographical Catalogue" di Gardiner e Weigall, ed. 1913 e fanno perciò riferimento alla situazione dell'epoca.

### Fonti
1. ↑  Porter e Moss 1927,  p. 263.
2. ↑  Gardiner e Weigall 1913.
3. ↑  Donadoni 1999,  p. 115.
4. 1 2  Porter e Moss 1927,  p. 265.
5. ↑  Gardiner e Weigall 1913, pp. 30-31.
6. ↑  Porter e Moss 1927,  pp. 265-266.